# ケフェウス座アルファ星
ケフェウス座α星は、ケフェウス座で最も明るい恒星で2等星。

## 概要
地球の歳差運動により、西暦7500年前後には天の北極に3度まで近づき、北極星になると予測されている。
ベガやアルタイルに似た、高速で自転するA型主系列星である。干渉法を採り入れた観測によれば、極半径が2.2太陽半径なのに対して赤道半径は2.7太陽半径に達している。また重力減光のため極の方が赤道よりおよそ2000ケルビン温度が高い。

## 名称
固有名アルデラミン (Alderamin) は、アラビア語の  الذراع اليمين   （al-dhirāʿ al-yamīn, アッ＝ズィラーウ・アル＝ヤミーン、実際のアラビア語発音：ʾadh-dhirāʿu-l-yamīn, アッ＝ズィラーウ・ル＝ヤミーン、「右腕、右の前腕部」の意）に因むとされる。
また一方で、トレミーが「アルマゲスト」に記した頃よりケフェウスの右肩に描かれていることからこれを誤りとし、元々はカストル（ふたご座α星）のことを指していた muqaddam al-dhirā‘ain 「二つの前腕 (またはキュビット) に先立つもの」に由来しているとする説もある。
2016年7月20日に、国際天文学連合の恒星の命名に関するワーキンググループ (Working Group on Star Names, WGSN) は、Alderamin をケフェウス座α星の固有名として正式に承認した。